# The Walt Disney Company Iberia
The Walt Disney Company Iberia ou The Walt Disney Company Spain & Portugal est la filiale de la Walt Disney Company en Espagne et au Portugal qui détient et gère les productions Disney pour le marché ibérique. La société Disney a été créée en 1923 par Walt Disney.

## Historique
En 1985, durant la genèse du complexe Euro Disney Resort, deux sites espagnols sont dans la liste des candidats construire le parc Disney, à Alicante et à Salou.
La chaîne Disney Channel a été lancée en Espagne en avril 1998.
Le 16 novembre 2001, la chaîne Disney Junior España est lancée en Espagne. Le 1er décembre 2001, Disney Channel est lancée au Portugal.
Le 23 novembre 2005, Disney revend ses intérêts dans une chaîne câblée espagnole pour 57 millions d'USD.
Le 12 février 2008, Disney achète 20 % de la société espagnole de télévision numérique Net TV appartenant à Vocento. Le 28 mai 2008, Disney Channel España annonce qu'elle sera relancée le 1er juillet en version gratuite sur la TNT espagnole. Cette gratuité est une première pour Disney Channel, malgré le fait qu'elle ne soit plus optionnelle (incluse dans le bouquet de base) dans certains pays. Le 1er juillet 2008, Disney Cinemagic est lancée en Espagne en remplacement de Toon Disney. Le 1er octobre 2008, Disney Cinemagic est lancée au Portugal.
Le 12 mai 2010, Disney Store annonce que les deux premières boutiques avec le nouveau concept ouvriront dans les centres commerciaux de The Shops at Montebello à Montebello (Californie) en juin et de La Vaguada à Madrid (Espagne) en juillet 2010,. Celle NorteShopping à Oporto au Portugal est aussi concernée. Le 1er juin 2010, la chaîne Disney Cinemagic est disponible en Haute Définition.
Le 28 février 2011, Disney signe un accord avec LaSexta pour diffuser 60 films sur la chaîne espagnole LaSexta3. Le 18 juillet 2011, la chaîne Disney Junior España devient disponible sur la plateforme de téléphonie mobile Digital+ móvil.
Au 1er novembre 2012, Disney Junior remplace Disney Cinemagic au Portugal et un service Disney Movies on Demand est lancé sur Zon.
Le 23 novembre 2012, Disney signe un contrat de diffusion avec l'espagnol Wuaki.tv, filiale de Rakuten, pour un catalogue de films et séries disponible sur des appareils connectés à internet.
Le 1er février 2013, Telecable ajoute la chaîne Disney XD à son service en Espagne en remplacement de Cartoon Network. Le 15 mai 2013, le Guardian annonce l'arrêt de la retransmission des chaînes ESPN America et ESPN Classic Sport en Europe en dehors du Royaume-Uni. La fin de la diffusion au Portugail et en Espagne a eu lieu le  31 juillet 2013,.
Le 9 juillet 2014, Disney Channel achète la série Lanfeust Quest pour la diffuser en Allemagne, en Espagne, en Turquie, en Italie, en Belgique, au Moyen-Orient et en Afrique. Le 15 décembre 2014, une campagne de soutien à Disney Cinemagic a été mis en place en Espagne pour sauver la chaîne payante qui s'est arrêté le 1er janvier 2015.
Le 12 mai 2015, Disney lance un service Disney Channels Pop Pick sur Yomvi de Canal+.
Le 18 juillet 2016, Vodafone Portugal propose l'application Disney Movies on Demand. Le 28 novembre 2016, HBO España est lancé en Espagne par Vodafone avec le contenu américain Home Box Office, mais aussi du contenu de Disney et Nickelodeon.
Le 20 novembre 2017, Telefónica lance une nouvelle chaîne de cinéma nommée Movistar Disney (es) disponible à partir du 22 décembre 2017 et entre le 1ᵉʳ et 17 décembre le canal est utilisé comme une chaîne éphémère Star Wars.
Le 27 décembre 2017, Vodafone signe un contrat pour diffuser du contenu Disney sur son service de vidéo à la demande Videoclub en Espagne.
À la suite du lancement de Disney+ le 24 mars 2020, Disney XD et Movistar Disney s'arrêtent le 1er avril 2020 en Espagne,.
En septembre 2020, The Walt Disney Company Iberia annonce avoir fusionné avec Fox Networks Group en Espagne et au Portugal.
Le 23 décembre 2021, il a été annoncé que Disney avait vendu ses 20 % dans Net TV à Squirrel Media, qui avait acquis les 55 % de Vocento quelques semaines auparavant, laissant présager un abandon de la TNT espagnole.
Fox Life et Viajar (es) ont cessé leur diffusion en Espagne le 1er janvier 2022.
En mars 2022, Disney annonce le renommage des chaînes Fox, Fox Life, Fox Crime, Fox Comedy, Fox Movies et Mundo Fox en Star Channel, Star Life, Star Crime, Star Comedy, Star Movies et Star Mundo. Le changement a eu lieu le 7 février 2024 au Portugal et le 11 mars 2024 en Espagne,.
Le 27 novembre 2024, The Walt Disney Company Iberia annonce que Disney Channel arrête sa diffusion le 7 janvier 2025 sur la TNT et sur les opérateurs en Espagne mais pas les chaînes payantes du groupe,.

## Organisation thématique

### Télévision

#### Chaînes actuelles

##### Espagne
| Logo | Chaîne                        | Date de création |
| ---- | ----------------------------- | ---------------- |
|      | Disney Jr.                    | 16 novembre 2001 |
|      | Star Channel (es)             | 1er juin 2001    |
|      | National Geographic (es)      | mai 2001         |
|      | National Geographic Wild (es) | 1er octobre 2011 |
|      | Baby TV                       | 2005             |

##### Portugal
| Logo | Chaîne                   | Date de création  |
| ---- | ------------------------ | ----------------- |
|      | Disney Channel           | 28 novembre 2001  |
|      | Disney Jr.               | 1er novembre 2012 |
|      | Star Channel             | 1er mars 2003     |
|      | Star Life (pt)           | 19 mai 2005       |
|      | Star Comedy              | 26 septembre 2007 |
|      | Star Crime (pt)          | 26 septembre 2007 |
|      | Star Movies (pt)         | 1er juillet 2011  |
|      | National Geographic (en) | janvier 2001      |
|      | National Geographic Wild |                   |
|      | 24Kitchen (pt)           | 1er mars 2012     |
|      | Baby TV                  | 1er janvier 2008  |

##### Angola et Mozambique
| Logo | Chaîne          | Date de création |
| ---- | --------------- | ---------------- |
|      | Star Mundo (pt) | 23 octobre 2015  |

#### Anciennes chaînes

##### Espagne
| Logo | Chaîne               | Date de création | Date de disparition | Remplacé par     |
| ---- | -------------------- | ---------------- | ------------------- | ---------------- |
|      | Disney Channel       | 17 avril 1998    | 7 janvier 2025      | Squirrel (es)    |
|      | Toon Disney          | 16 novembre 2001 | 1er juillet 2008    | Disney Cinemagic |
|      | Jetix (es)           | 7 janvier 2005   | 18 septembre 2009   | Disney XD        |
|      | Disney Cinemagic     | 1er juillet 2008 | 1er janvier 2015    |                  |
|      | Fox Life (es)        | 1er octobre 2014 | 1er janvier 2022    |                  |
|      | Viajar (es)          | 1er octobre 1997 | 1er janvier 2022    |                  |
|      | Movistar Disney (es) | 22 décembre 2017 | 31 mars 2020        |                  |

##### Portugal
| Logo | Chaîne           | Date de création | Date de disparition | Remplacé par  |
| ---- | ---------------- | ---------------- | ------------------- | ------------- |
|      | Disney Cinemagic | 1er octobre 2008 | 1er novembre 2012   | Disney Junior |
|      | ESPN America     | 2002             | 2013                |               |
|      | ESPN Classic     | 2002             | 2013                |               |

### Services

#### Service actuel
| Logo | Chaîne  | Date de création |
| ---- | ------- | ---------------- |
|      | Disney+ | 24 mars 2020     |

#### Anciens services

##### Espagne
| Chaîne                  | Date de création | Date de disparition | Remplacé par |
| ----------------------- | ---------------- | ------------------- | ------------ |
| Disney Channel Pop Pick | 12 mai 2015      | 31 mars 2020        | Disney+      |
| Disney Junior Pop Pick  | 12 mai 2015      | 31 mars 2020        | Disney+      |
| Disney XD Pop Pick      | 12 mai 2015      | 31 mars 2020        | Disney+      |

##### Portugal
| Chaîne                  | Date de création  | Date de disparition |
| ----------------------- | ----------------- | ------------------- |
| Disney Movies on Demand | 1er novembre 2012 |                     |

### Presse
- publications de Disney Publishing Worldwide
- Disney Libros filiale de Grupo Planeta sous licence Disney

## Loisirs
- Plusieurs croisières de Disney Cruise Line ont pour départ Barcelone
- Adventures by Disney propose plusieurs circuits en Espagne